# دان هاكر
دان هاكر (بالإنجليزية: Dan Hacker)‏ هو لاعب هوكي الجليد أمريكي، ولد في 14 يناير 1982 في إل سنترو في الولايات المتحدة.

## وصلات خارجية
- دان هاكر على موقع دوري الهوكي الوطني (الإنجليزية)
- دان هاكر على موقع EliteProspects.com (الإنجليزية)
- دان هاكر على موقع HockeyDB.com (الإنجليزية)